# Administration territoriale du Chili
Les divisions administratives du Chili constituent le cadre utilisé pour administrer le pays. La Constitution chilienne de 1980  précise que le Chili est un État unitaire dont le territoire est divisé en régions (13 en 1980, 15 en 2016) et dont l'administration fonctionnelle et territoriale est selon le cas centralisée ou décentralisée. Les régions sont elles-mêmes subdivisées en 54 provinces qui sont elles-mêmes subdivisées en 346 communes.

## Historique
Les divisions administratives du Chili en vigueur en 2017 ont été définies en 1974 par le pouvoir militaire du général Pinochet. Auparavant, le pays était divisé en 25 provinces, elles-mêmes subdivisées en départements qui regroupaient les municipalités. La nouvelle organisation territoriale est mise en place progressivement, tout d'abord avec une opération de « régions pilotes » en 1974  étendue à tout le pays en janvier 1976. Enfin la région de la capitale, la « région métropolitaine de Santiago », est créée en avril 1980.
En 2003, le président Ricardo Lagos soumet au Congrès un projet de loi portant révision de la division administrative du pays. Depuis  2005, un amendement à la constitution chilienne institue que la création, la suppression et la modification des régions, provinces et communes relèvent de la constitution. En  octobre 2005, sur proposition de ce même président, le congrès est saisi de la création de deux nouvelles régions : la région d'Arica et Parinacota, dans l'extrême nord du pays, et la région des Fleuves, créée à partir de la province de Valdivia. Ce projet est approuvé le 19 décembre 2006. En 2014 les conseillers régionaux chargés d'administrer la région qui, jusque-là, étaient élus au suffrage indirect, le sont désormais au suffrage direct.

## Régions
|                  | Numéro                                    | Nom          | Capitale |
| Régions du Chili |                                           |              |          |
| XV               | Arica et Parinacota                       | Arica        |          |
| I                | Tarapacá                                  | Iquique      |          |
| II               | Antofagasta                               | Antofagasta  |          |
| III              | Atacama                                   | Copiapó      |          |
| IV               | Coquimbo'                                 | La Serena    |          |
| V                | Valparaíso                                | Valparaiso   |          |
| VI               | Libertador General Bernardo O'Higgins     | Rancagua     |          |
| VII              | Maule                                     | Talca        |          |
| XVI              | Ñuble                                     | Chillán      |          |
| VIII             | Biobío                                    | Concepción   |          |
| IX               | Araucanía                                 | Temuco       |          |
| XIV              | Fleuves                                   | Valdivia     |          |
| X                | Lacs                                      | Puerto Montt |          |
| XI               | Aisén del General Carlos Ibáñez del Campo | Coyhaique    |          |
| XII              | Magallanes et Antarctique chilien         | Punta Arenas |          |
| RM               | Santiago                                  | Santiago     |          |

Le Chili est divisé en quinze régions (en espagnol : regiones). Chaque région porte un nom et un chiffre romain, l'ordre des numéros allant du nord vers le sud. Font exception les deux régions créées par la réforme de 2006 et la région où se situe la capitale du pays (Santiago du Chili) dénommée Région Métropolitaine de Santiago (RM). Chaque région est administrée par un intendant, nommé par le Président.
Tous les ministères hormis les ministères de l'Intérieur, de la Défense nationale, des Affaires étrangères et le Secrétariat général de la Présidence sont décentralisés dans des secrétariats ministériels régionaux dirigés chacun par un secrétaire nommé par le Président de la République du Chili. La région est administrée un gouverneur général et des conseillers régionaux qui, depuis 2014, sont élus au suffrage direct avec un mandat de 4 ans.

## Provinces
Chaque région est divisée en provinces provincias), avec à leur tête un gouverneur nommé par le Président. Le Chili compte au total 52 provinces.

## Communes
Chaque province est divisée en communes (comunas ou concejales). Le pays comporte en tout 346 communes. La taille d'une commune varie en fonction essentiellement de la densité de la population. Le Chili comprend des régions désertiques (tout le nord et le sud et  zones montagneuses du centre) avec une zone centrale peuplée de manière très dense. La superficie d'une commune comprise dans une grande agglomération urbaine à quelques km² (Lo Espejo 7 km2 mais plus de 110 000 habitants dans l'agglomération de Santiago) mais elle atteint plusieurs dizaines de milliers de km² (soit la taille d'une région française) dans les régions désertiques (San Pedro de Atacama 23 349 km² pour 7 212 habitants).

## Villes et agglomérations de plus petite taille
La commune est la plus petite subdivision administrative du pays et peut contenir des villes (ciudad), des bourgs (Pueblo), des villages (Aldea), des hameaux (Caserío) aussi bien que des aires rurales. Dans les zones très peuplées comme certaines villes, les limites de la ville et de la commune se confondent. Dans les régions peu peuplées, une commune peut contenir des zones rurales ainsi que plusieurs zones habitées qui peuvent aller de simples hameaux à des villes. Selon la législation chilienne, une seule municipalité peut administrer une ou plusieurs communes. Actuellement, il n'y a qu'une seule municipalité qui est dans ce cas. Les communes sont administrées par des municipalités élues, composées d'un maire (alcade) et de conseillers (concejales).
| Désignation en espagnol | Subdivision    | Définition | Exemple                     |
| ----------------------- | -------------- | --- | --------------------------- |
| Entidad Urbana          | Entité urbaine | Agglomération de plus de 2 000 habitants ou de1 001 à 2 000 habitants si plus de 50 % de la population active travaille dans le secteurs secondaire ou tertiaire                            |                             |
| Metrópolis              | métropole      | Agglomération de plus de 1 million d'habitants | agglomération de Valparaiso |
| Ciudad mayor            | ville majeure  | Capitale régionale ou provinciale de 100 001 à 500 000 habitants | Antofagasta                 |
| Ciudad                  | ville          | Entité urbaine de plus de 5 000 habitants | Villarrica                  |
| Pueblo                  | bourg          | Entité urbaine comprenant de 2 001 à 5 000 habitants ainsi que celles de 1 001 à 2 000 habitants si plus de 50 % de la population active travaille dans le secteurs secondaire ou tertiaire | Lonquimay                   |
| Aldea                   | village        | Agglomération de 301 à 1 000 habitants, ainsi que de manière exceptionnels les centres touristiques comprenant 75 à 250 foyers et non classés comme pueblos                                 | Huara                       |
| Caserio                 | hameau         | Agglomération de 3 à 300 habitants | Punta Delgada               |

### Sources
- (es) David Bravo, Osvaldo Larrañaga, Isabel Millán, Magda Ruiz et Felipe Zamorano, « Anexos al Informe Final Comisión Externa Revisora del CENSO 2012 », sur le site de l'Instituto Nacional de Estadísticas, aout 2013
- (es) Nelson Infante Fabrés et Manuel Pino Castillo, « C H I L E : CIUDADES, PUEBLOS, ALDEAS Y CASERÍOS », sur le site de l'Instituto Nacional de Estadísticas, 2005